# إيبان زاراندونا
إيبان زاراندونا إسونو (بالإسبانية: Iván Zarandona Esono)‏ (مواليد 30 أغسطس 1980) هو لاعب كرة قدم غيني استوائي في مركز وسط ملعب مدافع كما يستطيع اللعب كمدافع.

## روابط خارجية
- إيبان زاراندونا على فرق كرة القدم الوطنية.كوم
- إيبان زاراندونا على موقع الاتحاد الدولي (مؤرشف)  (الإنجليزية)
- إيبان زاراندونا على موقع قاعدة بيانات كرة القدم.إي يو (الإنجليزية)
- إيبان زاراندونا على موقع ناشيونال فوتبول تيمز (الإنجليزية)
- إيبان زاراندونا على موقع Soccerway.com (الإنجليزية)
- صفحة اللاعب على سوكرواي